# Vlokkentest

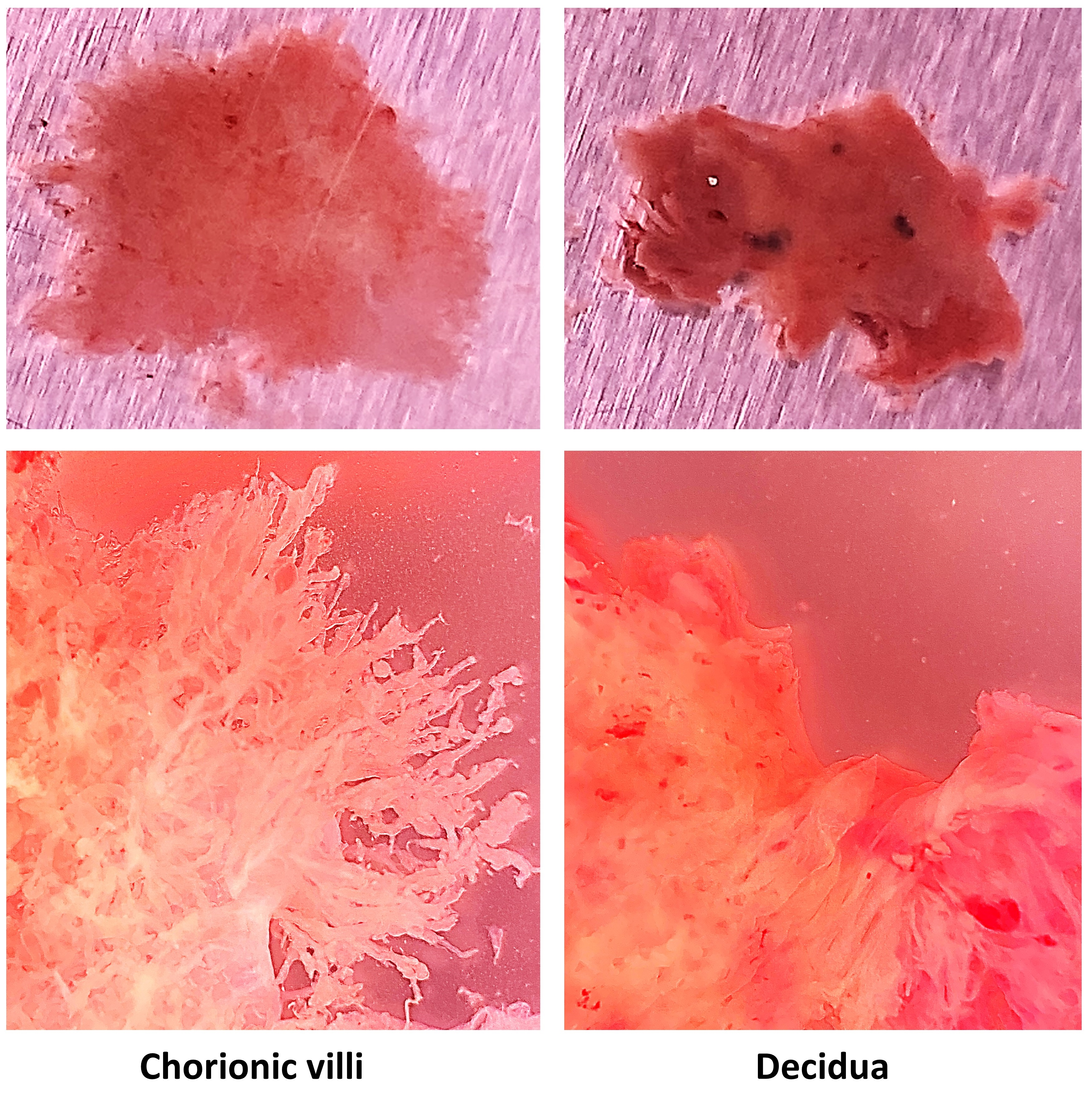
Chorionvilli en decidua

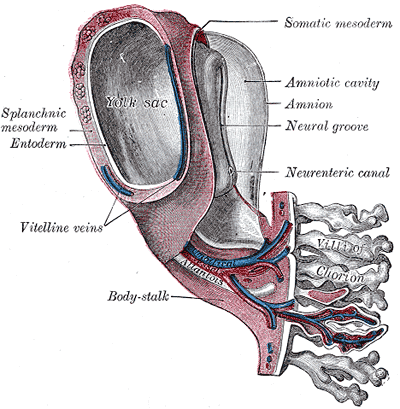
Rechtsonder zijn de chorionvilli.

Een vlokkentest of chorionvillusbiopsie is een prenataal onderzoek.
Bij een vlokkentest neemt een dokter wat chorionvilli (vlokken)(20-30mg) af. Dit zijn kleine uitstulpingen van de placenta. Het onderzoek wordt doorgaans vanaf de 11e zwangerschapsweek uitgevoerd, om aandoeningen bij de foetus op te kunnen sporen.
Het uitvoeren van een vlokkentest in plaats van een vruchtwaterpunctie heeft het voordeel dat de uitslag veel vroeger in de zwangerschap bekend is. Bij een afwijking kan er bijgevolg sneller een actie worden ondernomen, en bij een normaal onderzoek zijn de ouders eerder gerustgesteld.
Een vlokkentest kan transcervicaal (via de baarmoederhals) of transabdominaal (via de buikwand) worden uitgevoerd. Beide methoden gebeuren onder geleide van een echografie.
De ingreep houdt (net zoals de vruchtwaterpunctie) een risico op miskraam in. De kans op een miskraam ten gevolge van de procedure is 0,22%.